# San Isidro Boxipe
San Isidro Boxipe är en ort i Mexiko, tillhörande kommunen Ixtlahuaca i den västra delen av delstaten Mexiko. Orten hade 2 563 invånare vid folkräkningen 2010.